# Retroprojector

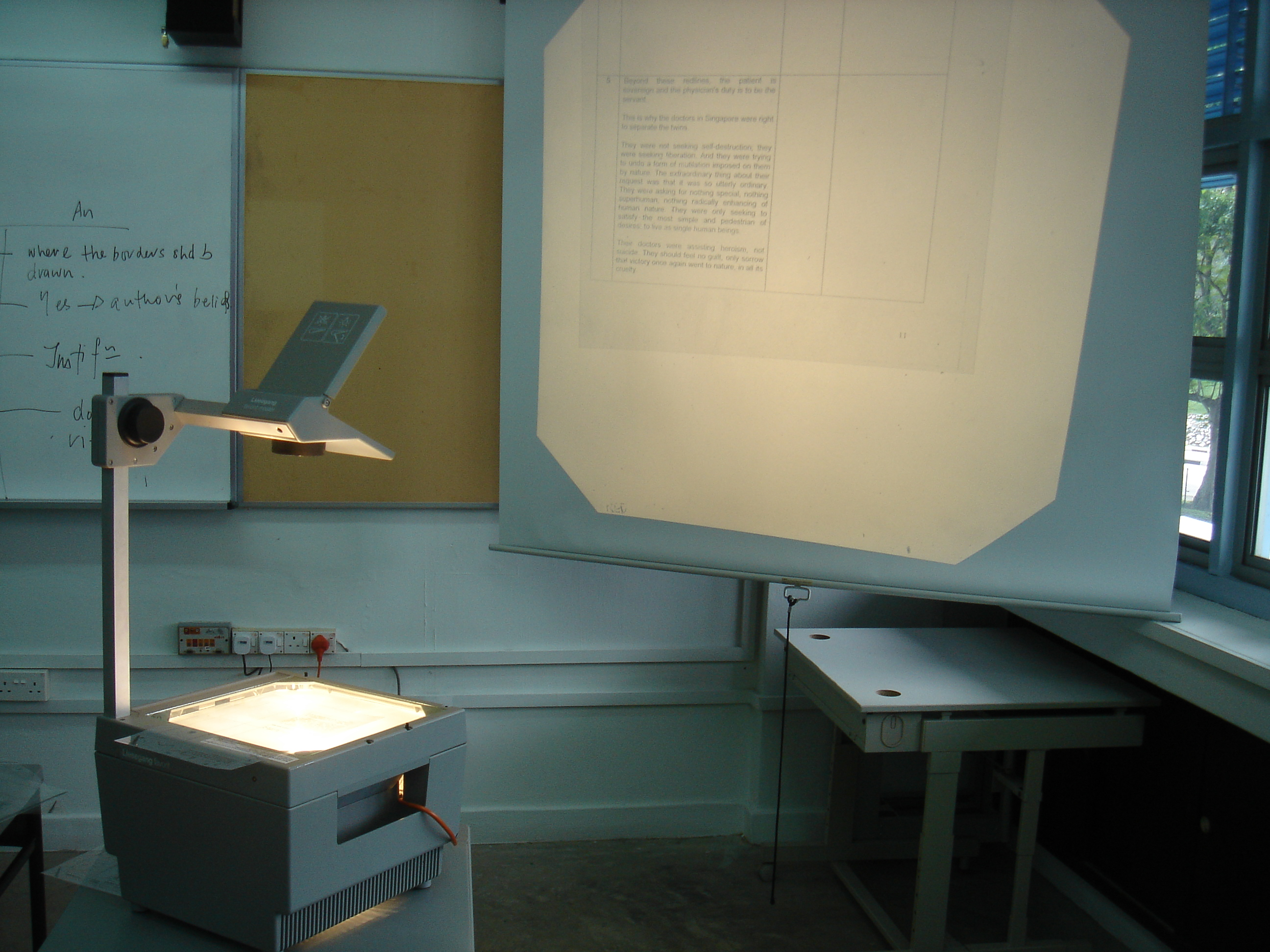
Un retroprojector en funcionament

Un retroprojector és una variació d'un projector de diapositives que s'utilitza per projectar transparències. El retroprojector consisteix típicament en una caixa gran que conté un llum molt brillant i un ventilador per a refredar-lo, amb una lent de Fresnel de grans dimensions com a tapa que concentra la llum sobre la transparència. A l'extrem d'un braç llarg perpendicular a la caixa, hi ha un mirall i una lent que enfoca i torna a projectar la llum cap endavant contra la pantalla de projecció.
Les transparències es posen sobre de la lent de Fresnel per tal de visualitzar-les. La llum passa a través de la transparència i el mirall la reflexa sobre la pantalla de projecció. El mirall permet que el presentador i l'audiència vegin la imatge al mateix temps: el presentador mira cap a la transparència com si estés escrivint, l'audiència mira cap a la pantalla. L'alçada del mirall pot ser ajustada per enfocar la imatge i fer-la més gran o més petita depenent de la distància del projector a la pantalla.

## Ajust de longitud focal
Els retroprojectors de millor qualitat ofereixen una roda o un cargol d'ajust en el cos del projector, per poder acostar oseparar el llum de la lent de Fresnel. Quan el mirall sobre la lent es mou massa amunt o massa avall, surt de la distància focal òptima per a crear una imatge amb un blanc uniforme, donant per resultat una imatge projectada de color blau o marró vorejant l'exterior de la pantalla. Donant voltes a la roda d'ajust mou la llum per corregir la distància focal i restaura el blanc a la imatge projectada.

## Il·luminació

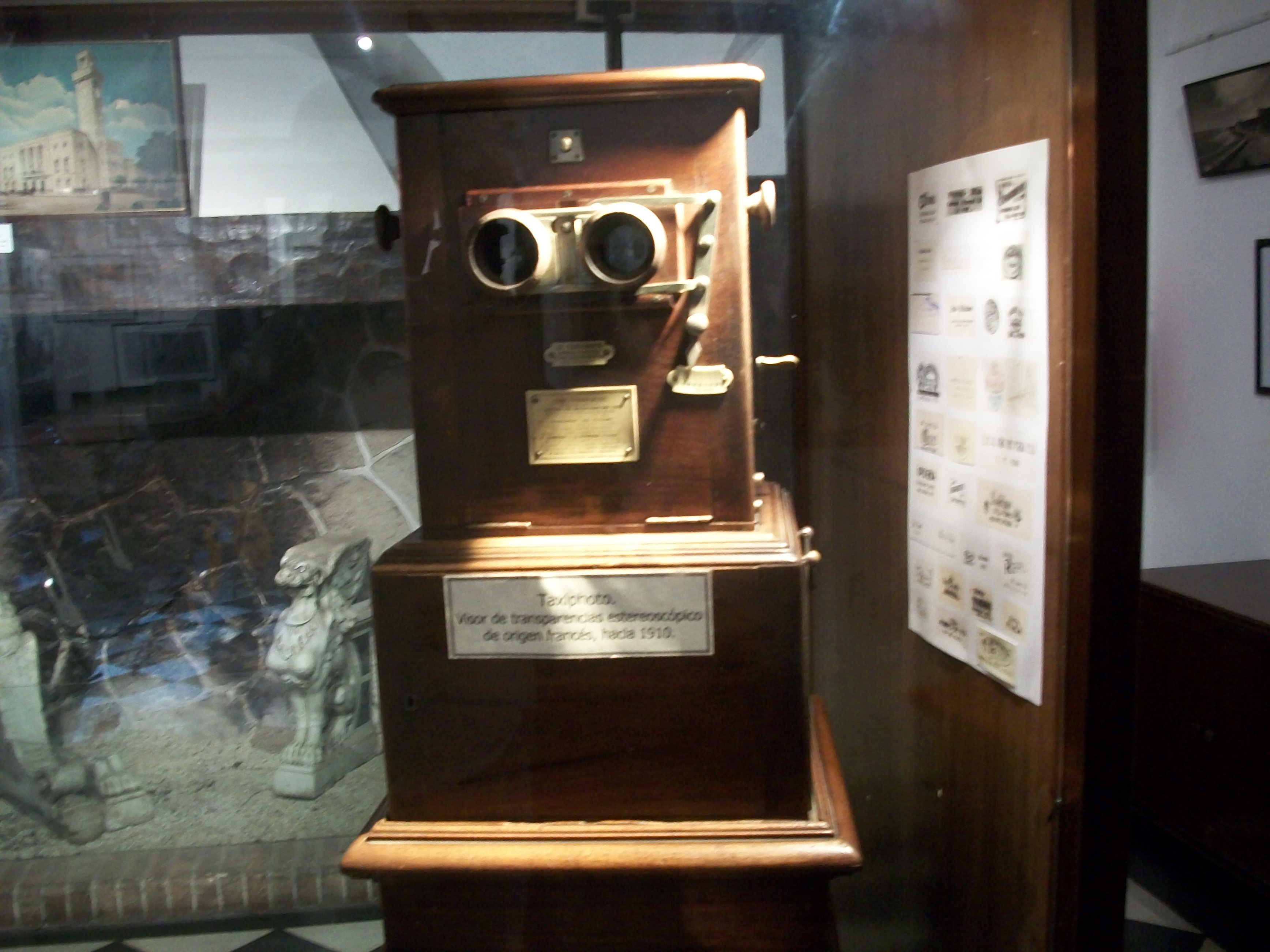
Retroprojector antic

La tecnologia de la llum d'un retroprojector és generalment molt simple comparada amb la d'un projector de vídeo modern de LCD o DLP. La majoria dels retroprojectors utilitzen una llum d'alta potència d'halogen d'un consum fins a 750 watts i amb tot i així, produeixen una imatge bastant feble, groguenca. Cal un ventilador d'alt flux per mantenir la bombeta sense fondre's a causa de la calor generada. A més, la calor escota ràpidament el llum d'halogen, que, sovint dura menys de cent hores abans de fallar i de requerir recanvi.
Els projectors LCD o DLP moderns utilitzen una llum de xenó amb una eficàcia lluminosa més alta i que té una durada de milers d'hores. Un desavantatge d'aquesta tecnologia LCD/DLP és el temps d'escalfament requerit per a les làmpades de xenó, però l'excitació instantània de les làmpades d'halogen pot ser el factor més important de la seva curta durada.
Els retroprojectors més vells utilitzaven un cos tubular de làmpada de quars que contenia el filament només muntat sobre un reflector polit en forma de bol. La innovació més recent per als retroprojectors són les làmpades amb reflector integrat amb canvi ràpid mitjançant làmpada dual (dues làmpades instal·lades dins el projector en sòcols mòbils). Si durant la presentació una làmpada falla, el presentador pot moure simplement una palanca fent lliscar el recanvi dins la posició de treball i continuar amb la presentació, sense haver d'obrir la unitat de projecció o esperar que la bombeta que ha fallat es refredi per poder-la substituir.

## Història
Alguns projectors antics, com la llanterna màgica, poden ser considerats predecessors del projector. El mirall esteganogràfic és possiblement el que més es va apropar al funcionament del retroprojector.
L'investigador jesuïta alemany Athanasius Kircher incloure una descripció de la seva invenció, al llibre de 1645 Ars Magna Lucis et Umbrae, el "mirall esteganogràfic": un sistema de projecció primitiu amb una lent d'enfocament i text o imatges pintades en un mirall còncau que reflectia la llum del sol. El 1654 el matemàtic jesuïta belga André Tacquet va utilitzar la tècnica de Kircher per mostrar el viatge de la Xina a Bèlgica del missioner jesuïta italià Martino Martini. Es desconeix, però, com Tacquet va utilitzar exactament el sistema de Kircher.
El "microscopi solar" va ser emprat en els primers experiments fotogràfics amb nitrat de plata fotosensible per Thomas Wedgwood i Humphry Davy en fer les primeres, tot i que inestables, ampliacions d'objectes minúsculs.
El físic francès Edmond Becquerel va desenvolupar el primer aparell conegut de projecció aèria el 1853. Aquest, va ser presentat pel fabricant d'instruments i inventor francès Jules Duboscq el 1866.
Posteriorment, el 1857 el pintor David Acheson Woodward va patentar una càmera d'ampliació solar, un gran instrument operat a l’exterior. Va utilitzar llum solar i lents per tal d'ampliar un petit negatiu a un gran paper o llenç fotogràficament sensibilitzat. Els artistes de retrat ho van trobar útil perquè els proporcionava una guia per ser més acurats en els seus olis, aquarel·les o pastels sobre l'ampliació, sovint fetes a mida real.
El retroprojector dissenyat pel científic nord-americà Henry Morton va ser comercialitzat al voltant de 1880 com una "llanterna vertical".

L'ús de fulls transparents per a la retroprojecció, anomenats visors, es va desenvolupar en gran part als Estats Units. Els retroprojectors van ser introduïts en l'entrenament militar dels Estats Units durant la Segona Guerra Mundial el 1940 i ràpidament van ser usats per educadors terciaris, i dins de la dècada eren emprats també en corporacions. Després de la guerra van ser utilitzats en escoles com l'Acadèmia Militar dels Estats Units. La revista Higher Education d'abril de 1952 va assenyalar;
La recent adaptació del plàstic a la fabricació de lents de condensador ha permès un redisseny revolucionari d'un projector de demostració de conferències, ara comunament conegut com a retroprojector. La lent plana de plàstic lleugera fa possible l'ús d'una gran obertura horitzontal de l'escenari. Això, juntament amb una lent d'angle ample i un reflector de sobrecàrrega, dirigeix la llum verticalment cap amunt a través de l'escenari. A continuació, es reflecteix horitzontalment a la pantalla. Aquesta disposició òptica proporciona a l'instructor una sèrie d'avantatges, entre els quals es troben: el projector es pot col·locar davant de la classe; la llum brillant permet una excel·lent visibilitat de la pantalla sense enfosquir una sala; l'instructor pot col·locar imatges transparents a l'escenari horitzontal o diagrama extemporàniament sobre ell sense allunyar-se de la seva classe. L'interès inicial en l'ús de la projecció "vertical" per demostrar fenòmens científics es posa de manifest mitjançant la publicació d'un article sobre aquest tema en 1940. Les limitacions prèvies en pes i mida d'obertura s'han superat per la substitució del plàstic pel condensador de vidre més pesat. Per tant, es poden utilitzar transparències (diapositives) de fins a 10 x 10 polzades de mida. Com a instrument de demostració de conferències, el projector general està destinat a guanyar popularitat amb els instructors universitaris perquè facilita el domini de l'instructor dels avantatges psicològics de la presentació visual sense sacrificar la seva identitat com a instructor i líder de classe. Un altre avantatge d'aquest mitjà visual rau en la seva adaptabilitat a l'ús de pintures transparents preparades localment…
Aliat al desenvolupament de l'Armada dels Estats Units del retroprojector lleuger millorat va ser la seva adaptació del procés d'impressió en sec Ozalid, desenvolupat a Alemanya el 1923, per copiar documents d'entrenament i il·lustracions sobre transparències de projecció, un procés prou simple per ser dut a terme en el camp i que va assegurar la uniformitat del material d'instrucció utilitzat.

### Ús en l'educació
Els retroprojectors van començar a ser àmpliament utilitzats a les escoles i empreses a finals de la dècada de 1950 i principis de 1960, juntament amb els projectors de diapositives en carrusel desenvolupats contemporàniament amb una safata muntada horitzontalment fabricada per Kodak.
El retroprojector facilitava un entorn interactiu fàcil i de baix cost per als educadors. Els materials didàctics es podien imprimir amb antelació en làmines de plàstic, anomenades transparències, sobre les quals l'educador podia escriure directament utilitzant un retolador no permanent. Aquestes a més a més es podien superposar per crear nou material. Això estalviava temps, ja que la transparència es podia imprimir i utilitzar de manera repetitiva, en lloc de tenir materials escrits manualment abans de cada classe.
El retroprojector es col·locava normalment a una alçada d'escriptura còmoda per a l'educador i el permetia estar de cara a la classe, facilitant una millor comunicació entre els estudiants i el professor. Així, la interrelació professor-alumne no es veia interrompuda, a diferència de quan el professor havia d'escriure a la pissarra. Les característiques ampliadores del projector permetien a l'educador escriure en un petit guió en una posició d'escriptura natural i còmode en lloc d'escriure en un guió massa gran en una pissarra i haver de mantenir constantment el braç a l'aire per escriure a la pissarra.
D'altra banda, el permetia la correcció en comú de treballs fets pels alumnes: una redacció, per exemple, es podia passar a transparència o fer-la directament sobre ella, corregint errors i encerts, escrivint sobre una transparència en blanc, superposada a la de la redacció. Podia assenyalar, matisar, dibuixar o subratllar.
Quan el full de transparència era ple de material escrit o dibuixat, simplement es podia substituir per un full nou amb més material preimprès, estalviant de nou temps de classe davant d'una pissarra que caldria esborrar i materials didàctics reescrits per l'educador. Després del període de classe, les transparències retornaven fàcilment al seu estat original sense ús rentant-se amb aigua i sabó.